# 1956年メルボルンオリンピックの馬術競技
1956年メルボルンオリンピックの馬術競技（1956ねんメルボルンオリンピックのばじゅつきょうぎ）は1956年6月10日から17日までスウェーデン・ストックホルムで開催された。
本来の開催国であるオーストラリアにおいては、半年という長期的な検疫期間があるために国内での開催が難航視された。このため、1954年にIOCはストックホルムでの馬術競技開催を発表した。1大会において異なる国・地域及び大陸での開催はほかに同じく検疫の関係で香港での開催となった2008年北京オリンピックの馬術競技、2024年パリオリンピックのサーフィン競技がある。

## 競技結果
| 種目         | 金                                                              | 銀                                                            | 銅                                                  |
| ------------ | --------------------------------------------------------------- | ------------------------------------------------------------- | --------------------------------------------------- |
| 馬場馬術個人 | ヘンリー・サン・シール and Juli スウェーデン (SWE)              | リズ・ハーテル and Jubilee デンマーク (DEN)                   | Liselott Linsenhoff and Adular 東西統一ドイツ (EUA) |
| 馬場馬術団体 | スウェーデン (SWE)                                              | 東西統一ドイツ (EUA)                                          | スイス (SUI)                                        |
| 総合馬術個人 | Petrus Kastenman and Iluster スウェーデン (SWE)                 | August Lütke-Westhues and Trux von Kamax 東西統一ドイツ (EUA) | フランシス・ウェルダン and Kilbarry イギリス (GBR)  |
| 総合馬術団体 | イギリス (GBR)                                                  | 東西統一ドイツ (EUA)                                          | カナダ (CAN)                                        |
| 障害飛越個人 | ハンス・ギュンター・ウィンクラー and Halla 東西統一ドイツ (EUA) | レイモンド・ディンツェオ and Merano イタリア (ITA)            | ピエロ・ディンツェオ and Uruguay イタリア (ITA)     |
| 障害飛越団体 | 東西統一ドイツ (EUA)                                            | イタリア (ITA)                                                | イギリス (GBR)                                      |

## 参加国
計29。
| - アルゼンチン - オーストラリア - オーストリア - ベルギー - ブラジル - ブルガリア - カンボジア ※ - カナダ - デンマーク - エジプト ※ |  | - フィンランド - フランス - イギリス - 東西統一ドイツ - ハンガリー - アイルランド - イタリア - 日本 - オランダ ※ - ノルウェー |  | - ポルトガル - ルーマニア - ソビエト連邦 - スペイン ※ - スウェーデン - スイス ※ - トルコ - アメリカ合衆国 - ベネズエラ |

※の5か国は、この馬術競技のみの参加（メルボルン大会には不参加）。
- カンボジア、 エジプト、 オランダ、 スペイン、 スイス

エジプトがメルボルンでの競技に参加しなかったのは第二次中東戦争によるもの。またオランダ・スペイン・スイスはいずれもハンガリー動乱への抗議としてオーストラリアでの競技参加をボイコットした。

## 各国メダル数
| 順 | 国・地域             | 金 | 銀 | 銅 | 計 |
| -- | -------------------- | -- | -- | -- | -- |
| 1  | スウェーデン (SWE)   | 3  | 0  | 0  | 3  |
| 2  | 東西統一ドイツ (EUA) | 2  | 3  | 1  | 6  |
| 3  | イギリス (GBR)       | 1  | 0  | 2  | 3  |
| 4  | イタリア (ITA)       | 0  | 2  | 1  | 3  |
| 5  | デンマーク (DEN)     | 0  | 1  | 0  | 1  |
| 6  | スイス (SUI)         | 0  | 0  | 1  | 1  |
| 6  | カナダ (CAN)         | 0  | 0  | 1  | 1  |